# Omloop Het Nieuwsblad 2014
Omloop Het Nieuwsblad 2014 var den 69. udgave af cykelløbet Omloop Het Nieuwsblad. Løbet blev kørt lørdag 1. marts 2014. 

## Resultat
|    | Rytter               | Hold                    | Tid        |
| -- | -------------------- | ----------------------- | ---------- |
| 1  | Ian Stannard         | Team Sky                | 4t 49' 55" |
| 2  | Greg Van Avermaet    | BMC Racing Team         | + s.t      |
| 3  | Edvald Boasson Hagen | Team Sky                | + 24"      |
| 4  | Sep Vanmarcke        | Belkin Pro Cycling Team | + 24"      |
| 5  | Niki Terpstra        | Omega Pharma-Quick Step | + 24"      |
| 6  | Jempy Drucker        | Wanty-Groupe Gobert     | + 1' 34"   |
| 7  | Taylor Phinney       | BMC Racing Team         | + 1' 34"   |
| 8  | Dries Devenyns       | Giant-Shimano           | + 1' 34"   |
| 9  | Egoitz García        | Cofidis                 | + 1' 34"   |
| 10 | Arnaud Démare        | FDJ.fr                  | + 1' 34"   |